# Vitaliy Kilchytskyy
Vitaliy Kilchytskyy, né le 17 juin 1988 à Novoïavorivsk, est un biathlète ukrainien.

## Carrière
Lors de sa carrière junior, il gagne trois médailles aux Championnats d'Europe de la catégorie en relais en 2007, 2008 et 2009, ainsi qu'une médaille de bronze aux Championnats du monde des jeunes en 2005 avec le relais. Il prend part à sa première course de Coupe du monde lors de la saison 2009-2010 à Pokljuka. Il obtient ses premiers points l'hiver suivant à Fort Kent (40e).
À l'Universiade d'hiver de 2013, il remporte la médaille d'argent au sprint et au relais mixte. En 2014, il gagne sa première et seule course en IBU Cup, l'individuelle d'Obertilliach.
À l'Universiade d'hiver de 2015, il remporte la médaille d'or sur la mass-start.
Lors de la saison 2015-2016, il obtient ses premiers résultats dans les vingt premiers dont une 18e place au sprint de Khanty-Mansiïsk. Il participe aussi aux Championnats du monde à Oslo où il est notamment 25e de l'individuelle.
En conflit avec sa fédération en 2017, il n'est pas présent dans l'équipe nationale poue la saison suivante.

## Palmarès

### Championnats du monde
| Épreuve / Édition | Oslo 2016 |
| Sprint            | -         |
| Poursuite         | -         |
| Individuelle      | 25e       |
| Mass start        | -         |
| Relais            | 16e       |
| Relais mixte      | -         |

### Coupe du monde
- Meilleur classement général : 49e en 2016.
- Meilleur résultat individuel : 18e.

#### Différents classements en Coupe du monde
| Année     | Classement général final | Sprint | Poursuite | Individuelle | Mass start |
| 2010-2011 | 107e                     | 96e    | -         | -            | -          |
| 2013-2014 | 95e                      | 89e    | 82e       | -            | -          |
| 2015-2016 | 49e                      | 44e    | 56e       | 28e          | -          |
| 2016-2017 | 69e                      | -      | -         | -            | -          |

### Championnats d'Europe junior
- Médaille de bronze du relais en 2008.
- Médaille d'argent en 2009.

### Championnats du monde jeunesse
- Médaille de bronze du relais en 2005.

### IBU Cup
- 1 victoire.